# Saguinus labiatus
El tamarino labiado (Saguinus labiatus) es un primate platirrino perteneciente a la familia Callitrichidae.
Endémico de las Américas. Su distribución comprende el este del Perú, el norte de Bolivia y el oeste de Brasil.
A estos animales se les encuentra en selvas tropicales, en vegetación primaria y secundaria.
Se alimentan de frutas, flores, néctar y de presas pequeñas, como sapos, lagartos e insectos.
Conviven en grupos familiares de entre cuatro a 15 individuos.